# Jan Steen

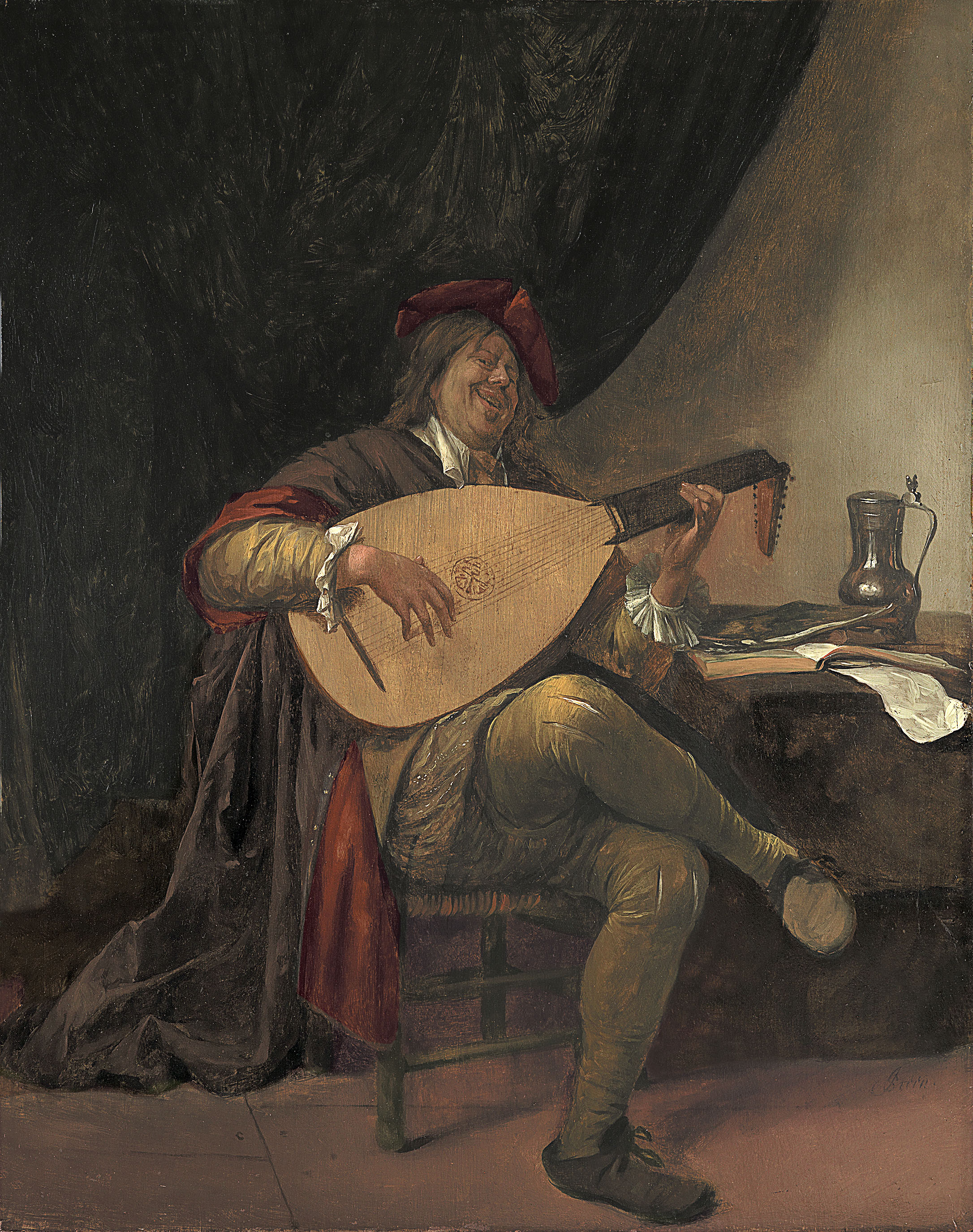
Jan Steen (1626-1679) "Självporträtt som lutaspelare"

Jan Havicksz Steen, född omkring 1626 i Leiden, död 1679, var en nederländsk konstnär.

## Biografi
Jan Steen var son till en bryggare. År 1646 började han studera vid födelsestadens universitet, men upphörde snart med studierna och övergick till att måla på heltid. Hans handledare var först tysken Nic Knupfer i Utrecht, Adriaen van Ostade i Haarlem och senare landskapsmålaren Jan van Goyen i Haag, med vars dotter Margareta han gifte sig. Ingen av de båda lärarna hade något större inflytande på honom, utan han fick enbart de målartekniska grunderna. I hans ungdomsverk skulle man kunna spåra en påverkan från Jan Molenaer.
År 1649 flyttade Steen till Haag, där han bodde till år 1654 då han flyttade till Delft där han arrenderade ett bryggeri. Under åren 1661–1669 var han verksam i Haarlem, men återvände sedan till Leiden där han förut tidvis uppehållit sig och där han stannade till sin död. Att han ofta flyttade tyder på ett ombytligt sinne, eller så berodde det på hans fordringsägare - samtida dokument visar att han hade dålig ekonomi trots att han var en flitig och skicklig konstnär. Han hade därför sidoarbeten och drev en tid bryggeriet De Slange i Delft och senare ett värdshus i Leiden.

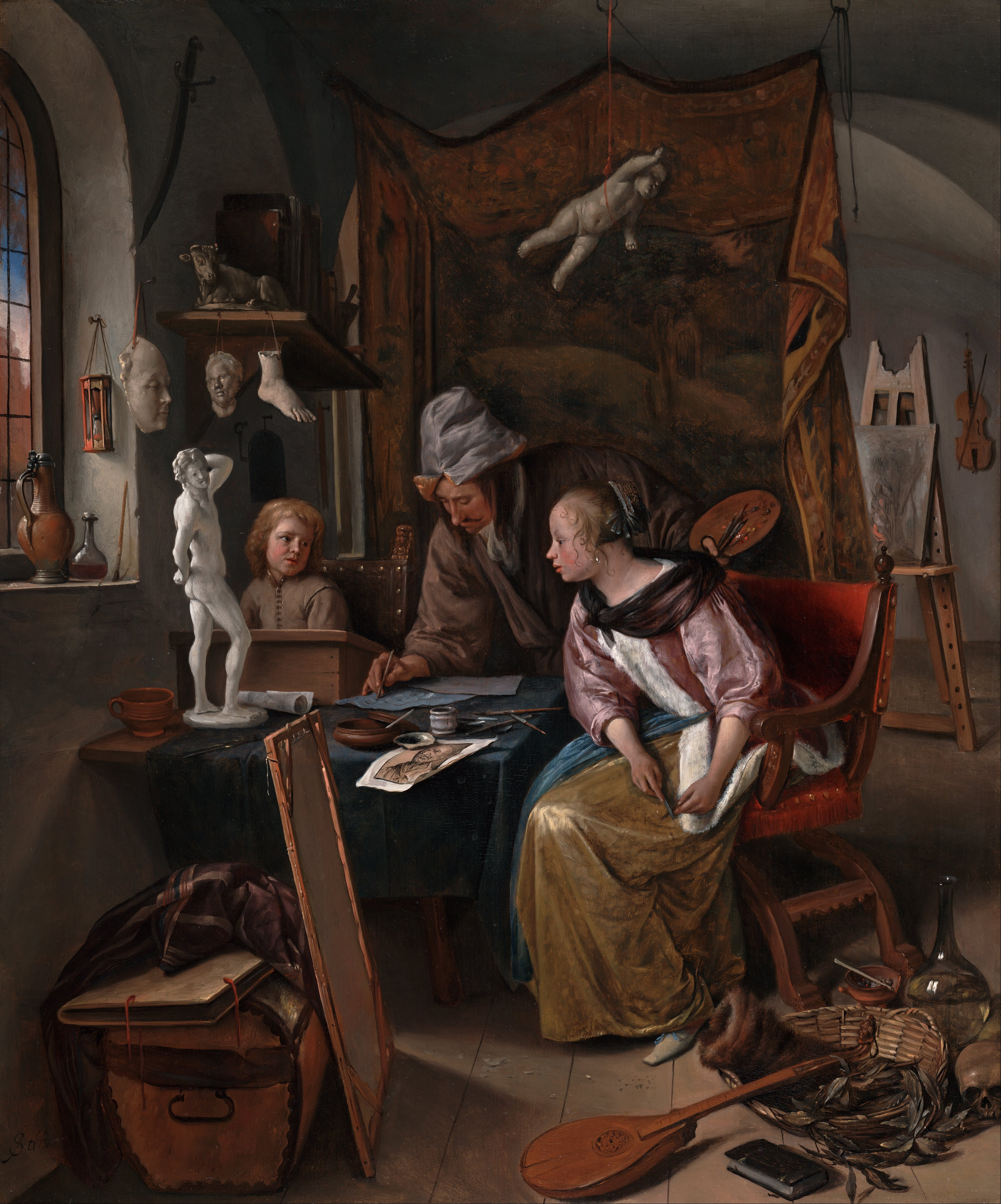
Konstlektion, 1665, J. Paul Getty Museum, Los Angeles

Jan Steen målade bibliska, mytologiska och allegoriska ämnen, men överförda till samtida omgivningar. Undantagsvis målade han även landskap, kyrkointeriörer, stadsvyer och stilleben, men framför allt var han en genremålare och skildrade med bred humor och skarp iakttagelseförmåga sin tids seder och oseder, det holländska folklivet i dess olika faser, den rike borgarens såväl som bondens och tiggarens, scener från skolan, verkstaden, köket, salongen, dop- och bröllopsfester, bilder från krogen, bland supbröder och kortspelare, i broderlig sämja eller bråk sinsemellan, anständiga musikunderhållningar i hemmet eller mindre anständiga på värdshuset, vid glasens klang och bland fala tärnor - det vill säga ett ganska omfattande program som han hela tiden varierade.
Hans verk är mycket ojämna. Samtidigt med utsökta, noggrant målade tavlor med upp till ett 30-tal figurer, så livfullt återgivna att de verkar som porträtt, med varmtonigt ljusdunkel och gärna varmt gula eller röda färger i kostymerna, vilken färgverkan ökas av reflexer från mässingskärl och förgyllda spegelramar, målade han under hela sin verksamhet klumpigt och rått dussintavlor i grumlig färg.
I sina bästa målningar framstår han som den störste holländske karaktärsskildraren och humoristen som, ofta på gränsen för det passande, med ett sorglöst leende blottar modellens svagheter - en Hogarth och en Bellman på samma gång.

## Eftermäle
Asteroiden 10586 Jansteen är uppkallad efter honom.

## Konstverk i urval
Några av Jan Steens bästa arbeten:
- Självporträtt
- Prinsjesdag (fest med anledning av Vilhelm III:s födelsedag, 1672)
- S:t Nicolaesfesten (familjetavla)
- Papegojburen
- Bondbröllop
- Bagaren Oostward
- Lustig familj, som musicerar
- Den sjuka flickan
- Jan Steens familj
- Tandläkaren
- Bryggeriinteriör med lustigt samliv
- Spel och slagsmål
- Den första sillen (L'offre galante)
- Simson i filistéernas händer
- Barndopet
- I värdshusets trädgård
- Alkemisten
- Slagsmål mellan kortspelare
- Fest i ett värdshus
- Läkare på besök hos en ung fru
- Tidningsläsaren

I Sverige finns flera av Steens verk. I Nationalmuseum finns ett tidigt arbete, Hjärter äss (Kortspelare), på Skoklosters slott ett Vinterlandskap i Isack van Ostades stil, inköpt för K. G. Wrangels räkning på en auktion i Haag 1651 jämte tre andra nu försvunna arbeten av den då blott 25-årige artisten (Hagars historia, Det feta köket och Det magra köket), i wachtmeisterska samlingen på Vanås Kavaljer, som räcker en ung dam en pipa, i den på Kulla-Gunnarstorp den ypperliga framställningen av Den förlorade sonens hemkomst samt i Stockholms universitets samling Bonddans på en krog.